# NGC 6962
NGC 6962 é uma galáxia espiral barrada (SBab) localizada na direcção da constelação de Aquarius. Possui uma declinação de +00° 19' 19" e uma ascensão recta de 20 horas, 47 minutos e 18,9 segundos.
A galáxia NGC 6962 foi descoberta em 12 de Agosto de 1785 por William Herschel.